# 带 (机械)

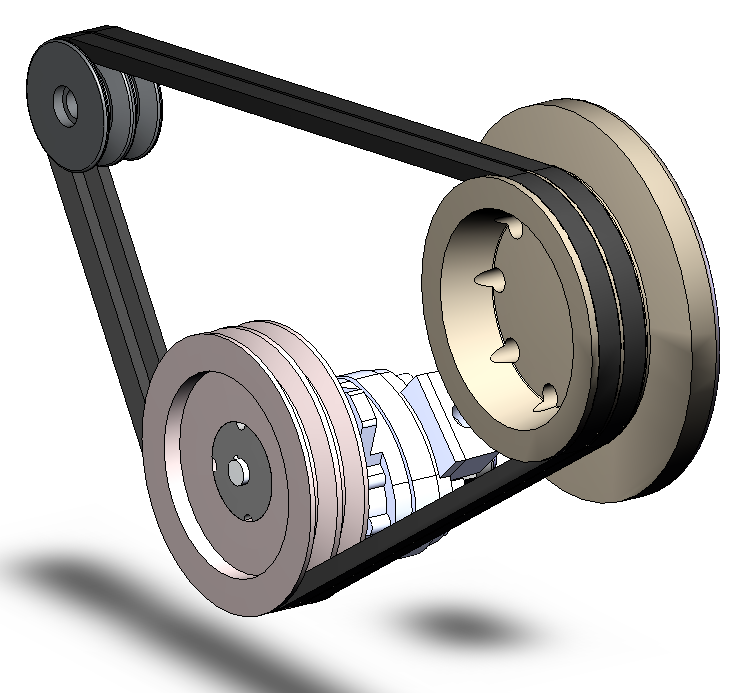
一对V带

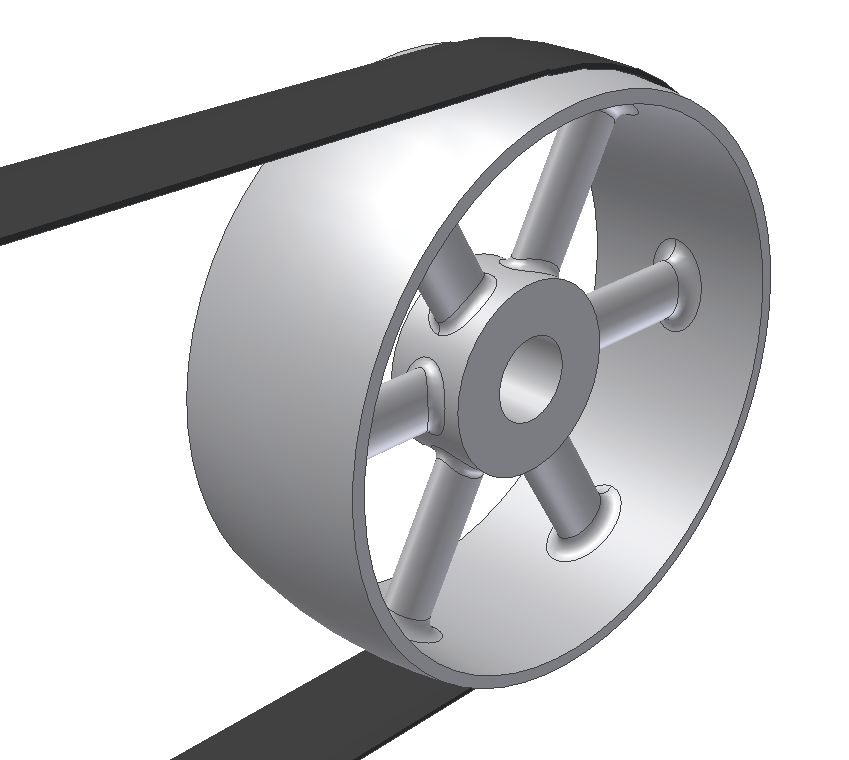
平带

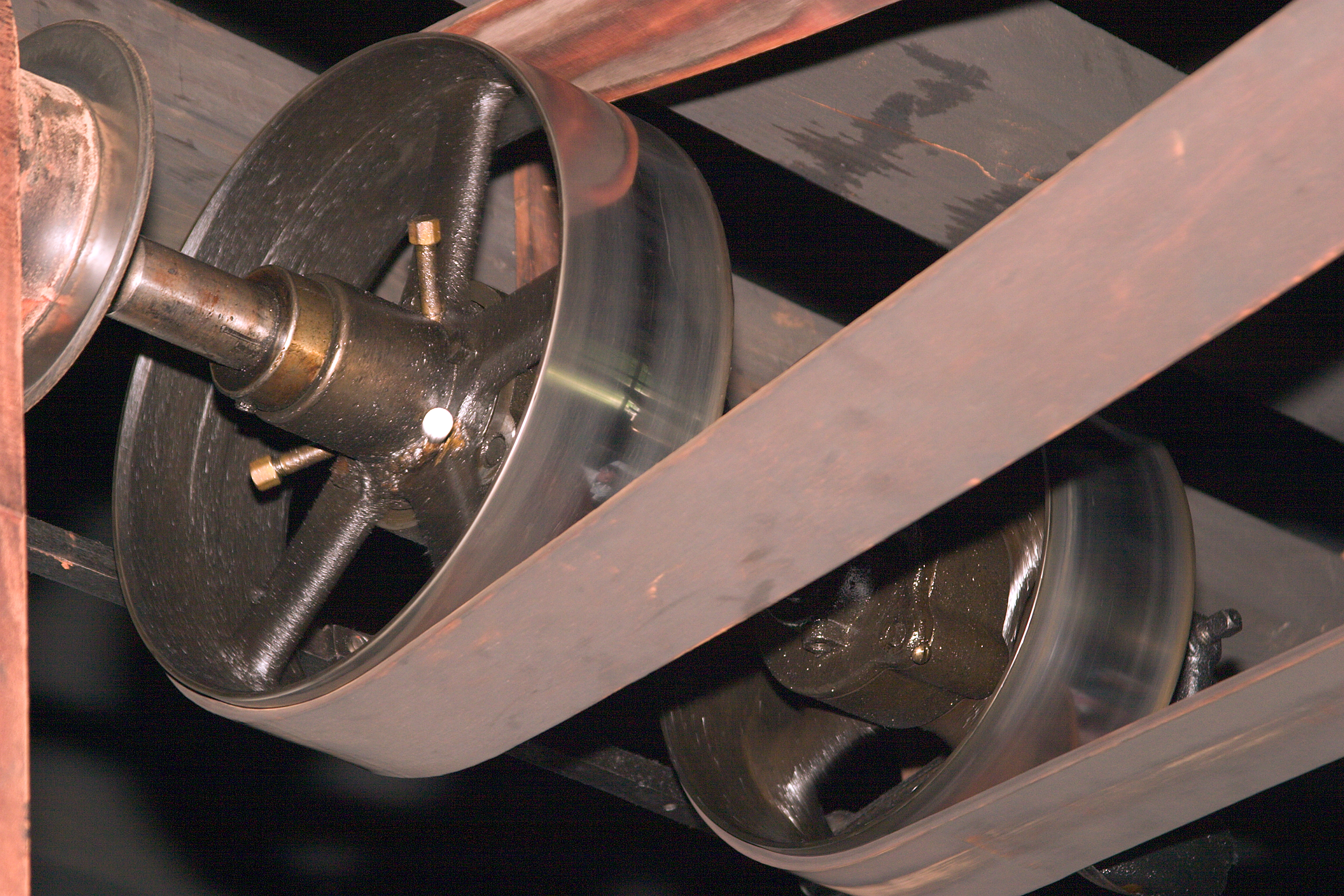
Hagley Museum机械展馆中的平带传动机构

带，也称传动带或皮带，是一种环状柔性材料，用于机械连接两根或以上的传动轴。带可以用于传递动力，也可以用来传递运动，即相对位移。带安装在带轮上。在双带轮系统中，带轮的转向可以相同，也可以通过交叉带的方向来使两带轮的转向相反。
作为动力源，传送带是带在两点间输送物体的一个应用。

## 传动
在两不同轴的轴间传递动力的场合，带可能是最便宜的解决方案。带传动系统是由特别设计的带和带轮组成的。由于带传动的广泛应用，它产生了许多变种以适应不同的工况。普遍而言，带可以平滑、低噪音的工作，也可以在载荷变化时对电机和轴承起到缓冲的作用，但在体积相似的情况下，其强度通常低于齿轮和链传动。尽管如此，现代的设计、工艺使得带可以在部分场合替代过去只能由链、齿轮完成的工作。
带和带轮间的动力传递如下式所示：
{\displaystyle P=(T_{1}-T_{2})v}
{\displaystyle {\frac {T_{1}}{T_{2}}}=e^{\mu \alpha }}
其中，T1和T2分别是紧边和松边的张紧力，μ是摩擦系数，而α是小带轮的包角，即带和带轮接触部分的角度。

### 優點和缺點
帶驅動的優點是簡單、便宜，而且二個傳動軸之間不需要對正。傳動帶可保護機械不會過載，也有阻尼效果，可以減少噪音及振動。傳動帶不需潤滑，所需要的保養也最少。傳動帶的效率高（90%至98%，一般95%），可以在傳動軸有明顯夾角的情形下使用。只要讓傳動帶沒有張力就可以達到離合器的效果，配合不同半徑滑輪或的斜的滑輪可以達到變速的效果。
由於滑動及傳動帶的伸長，帶驅動時二輪角速度的比例不一定是定值，也不一定會和二輪半徑比相等，不過使用有齒的傳動帶可大幅改善此一問題。其溫度範圍可以從−35°C到85°C。若要補償傳動帶的磨損伸長，需調整中心距的或增加一惰輪。

### 平带

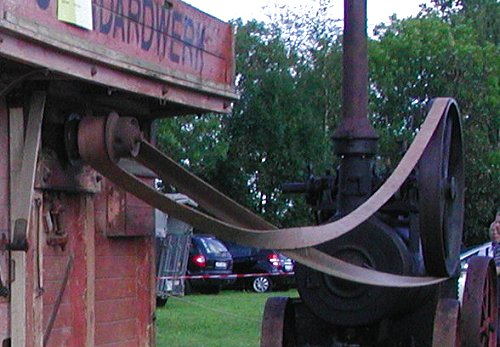
带可以用来从发动机的飞轮上传出动力，例如此处的脱粒机

### 同步带

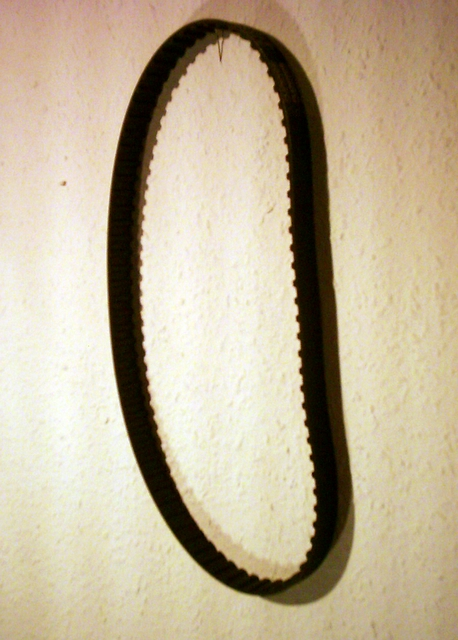
同步带

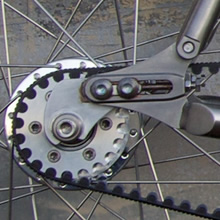
带传动自行车上的同步带轮

### V带

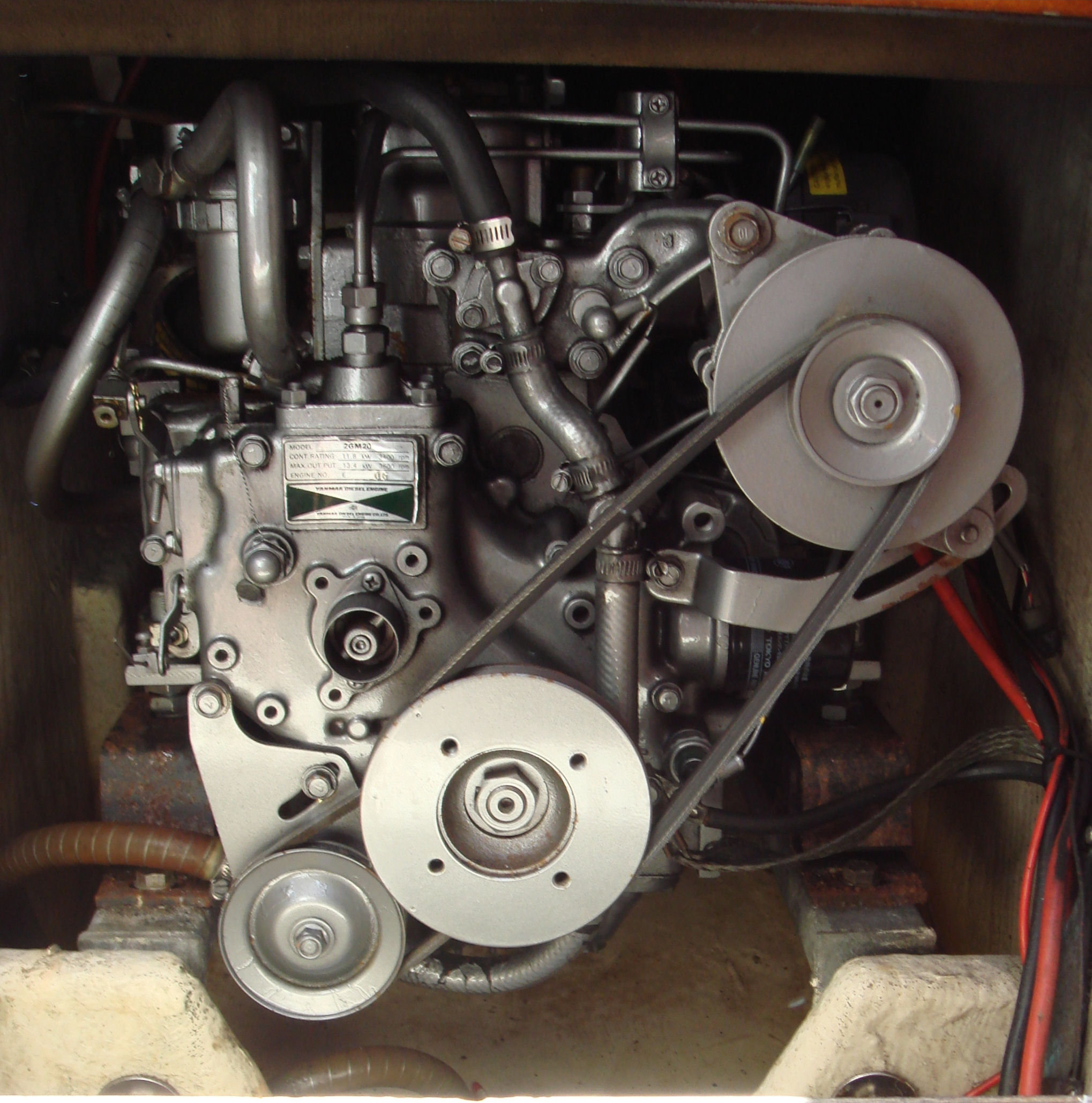
Yanmar 2GM20水上柴油发动机上的带

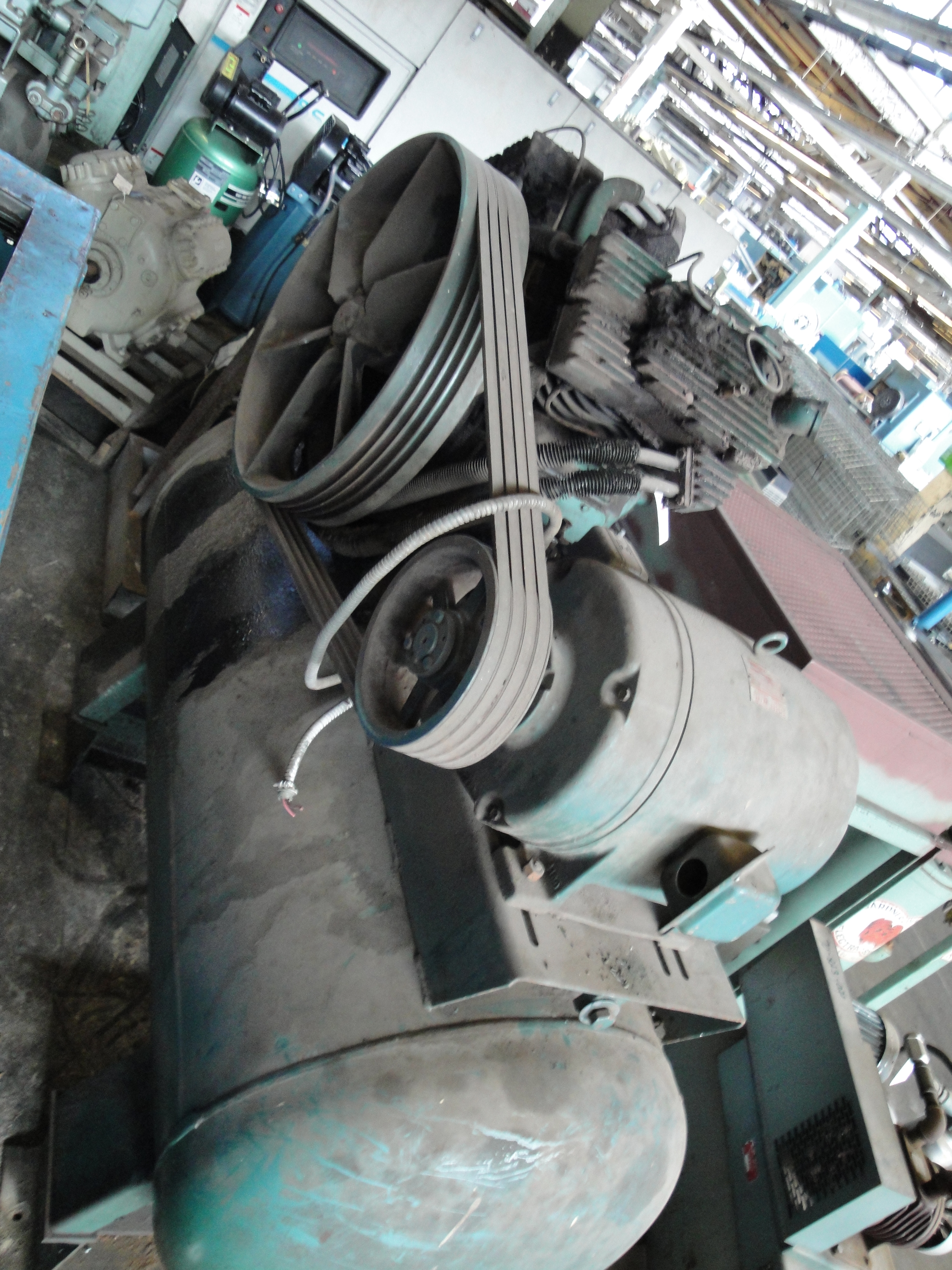
空压机上的多V带

V带有帘布芯结构和绳芯结构两种，分别由包布、顶胶、抗拉体和底胶四部分组成。

## 歷史
第一次有关带个大滑轮和小滑轮机械皮带传动叙述是由汉朝（前202年-220年）杨雄（前53年-前18年）在前15年著作《方言》所提到，用于把丝纤维缠绕在锭上为纺梭作准备的卷纬机。学者裴松之（372年－451年）所注《三国志注》注引魏晋文学家傅玄（217年—278年）所提曹魏时代机械巧匠马钧（活跃于230年-232年）所发明物，不但后来经改良精进为链条传动，而且对纺车发明是至关重要的元件。
宋朝（960年-1279年）秦观（1049年-1100年）于1090年所著关于纺织品和养蚕业的书《蚕书》描述了机械传动的缫丝设备。
1313年由王祯（1271年－1368年）出版的《农书》里有幅仕女操作带连续皮带传动的多轴纺车。这种丝处理机械装置是飞轮的一种，作用是把丝均匀的绕在锭上。
到了14世纪，水力被应用在织舫里以带动大型纺车旋转，实现的目的仍与其老祖宗一模一样。